# Korvtjärnen
Korvtjärnen är en sjö i Åsele kommun i Lappland och ingår i Ångermanälvens huvudavrinningsområde. Sjön har en area på 0,112 kvadratkilometer och ligger 309,7 meter över havet. Sjön avvattnas av vattendraget Torvsjöån.

## Delavrinningsområde
Korvtjärnen ingår i det delavrinningsområde (713259-157167) som SMHI kallar för Utloppet av Korvtjärnen. Medelhöjden är 374 meter över havet och ytan är 1,29 kvadratkilometer. Räknas de 28 avrinningsområdena uppströms in blir den ackumulerade arean 321,17 kvadratkilometer. Torvsjöån som avvattnar avrinningsområdet har biflödesordning 2, vilket innebär att vattnet flödar genom totalt 2 vattendrag innan det når havet efter 213 kilometer. Avrinningsområdet består mestadels av skog (87 procent). Avrinningsområdet har 0,11 kvadratkilometer vattenytor vilket ger det en sjöprocent på 8,6 procent.